# Tuchang
Tuchang (kinesiska: 土场) är en köping i sydvästra Kina. Den ligger i stadsdistriktet Hechuan i storstadsområdet Chongqing, omkring 41 kilometer norr om det centrala stadsdistriktet Yuzhong. Antalet invånare är 17 221. Befolkningen består av 8 386 kvinnor och 8 835 män. Barn under 15 år utgör 12,0 %, vuxna 15-64 år 73 %, och äldre över 65 år 13,0 %.